# Корус консалтинг
«КОРУС Консалтинг» — одна из крупнейших российских ИТ-компаний, предоставляющая услуги по ИТ-консалтингу, оптимизации и автоматизации бизнес-процессов, созданию ИТ-инфраструктуры и ИТ-аутсорсингу. С 2000 года реализовано более 1300 проектов. Входит в топ-50 крупнейших ИТ-компаний страны (Cnews 2021).
Количество сотрудников в 2022 году — более 1000. Офисы компании расположены в Санкт-Петербурге, Москве и Ярославле.

## История
Компания основана в 2000 году группой физических лиц, среди совладельцев компании отмечается бывший генеральный директор и основатель компании Yota Денис Свердлов.
После кризиса 2008 года стало известно о проблемах компании. Персонал, по официальным данным, был сокращён на 50%. Основная причина – проблемы с задолженностью.
Группа компаний «КОРУС Консалтинг» до 2012 года являлся крупнейшим провайдером услуг EDI в России, когда подразделение «КОРУС Консалтинг СНГ» было продано «Сбербанку». Сегодня компании группы входят в список крупнейших ИТ-компаний России.

## Деятельность
Основная деятельность ГК «КОРУС Консалтинг» — ИТ-консалтинг, внедрение информационных систем, создание ИТ-инфраструктуры и предоставление услуг по ИТ-аутсорсингу, а также разработка собственных продуктов.
Оборот группы компаний: в 2021 г. — 7,6 млрд. рублей, в 2020 г. — 5,3 млрд. рублей, в 2019 г. — 5,2 млрд. рублей, 2018 г. — 4,1 млрд рублей, в 2015 г. — 3,7 млрд руб, в 2014 г. — 2 млрд руб, в 2013 г. — 1,6 млрд руб, в 2012 г. — 2,7 млрд рублей).
В структуре выручки за 2021 год — доход от оказания ИТ-услуг по консалтингу, внедрению систем, разработке целевой архитектуры бизнеса, а также цифровой трансформации. Компания активно работала с клиентами из сферы производства, логистики и транспорта, розничной и оптовой торговли и e-commerce.
В структуре выручки за 2018 год «КОРУС Консалтинг» ИТ-услуги составили 69%, поставки аппаратного и программного обеспечения — 14% и 17% соответственно. Основными отраслями, в которых «КОРУС Консалтинг» работал в 2018 году, стали ритейл (30% от общей выручки группы компаний), транспорт и логистика (22%), нефтегаз (13%) и производство (9%).
Среди партнеров компании – 1C, 1C-Битрикс, Optimacros, ABBYY, Addreality, Alfresco, Anaplan, Aptos PLM, Cisco, HP, Kofax, Manhattan Associates, Microsoft, Naumen, OpenText, Oracle, Qlik, SAP, SOTI, Форсайт, ТУРБО.  В сентябре 2017 года ГК «КОРУС Консалтинг» стала членом Ассоциации компаний интернет-торговли (АКИТ). Интегратор поможет Ассоциации в ее проектах, связанных с развитием и цифровой трансформацией российского сегмента рынка розничной торговли.
За 20 лет реализовано более 1300 проектов, в числе которых — «Аквафор», «Газпром нефть», «Инвитро», «Магнит», «Юнифарм», «Самокат», «Черкизово», «Фишер», «РЖД», «Лента», «Окей», «Аскона», «ВТБ Лизинг»Familia, Gloria Jeans, Levi’s, Playrix, Mars Petcare и многие другие.

## Продукты
- Sellty — платформа для создания оптового интернет-магазина.
- Union-marketplace — SaaS-платформа для управления полным циклом продаж на маркетплейсах.
- K-Team — модульное решение с расширенной функциональностью, индивидуальным дизайном и быстрым внедрением на базе «Битрикс24».
- iDocs Маркировка — интеграционное решение, предназначенное для передачи информации о движении товаров, подлежащих обязательной маркировке, в государственную учетную систему.
- КОРУС | Управление запасами — специализированный облачный сервис для оптимизации складских запасов и автоматизации заказов поставщикам.
- «Авандок» — СЭД, ECM, BPM в одном решении.

Также компания разрабатывает другие продукты в рамках Венчурной студии.

## Рейтинги
Входит в топ-100 крупнейших ИТ-компаний России по версии CNews и TAdviser, занимает 6 место рейтинга «Делового Петербурга» и 15 строчку среди крупнейших поставщиков ИТ в розницу (2021 г.).